# Берёзовский район (Ханты-Мансийский автономный округ)
Берёзовский райо́н — административно-территориальная единица и муниципальное образование (муниципальный район) на северо-западе Ханты-Мансийского автономного округа — Югры, Россия.
Административный центр — посёлок городского типа Берёзово.

## География
Березовский район расположен в северо-западной части ХМАО, между 61°40’ — 65°40’ с. ш. и 59°20’ — 66°00’ в. д. Площадь района составляет 88,1 тыс. км² (16,4 % от площади всего округа), протяженность с севера на юг около 450 км, с запада на восток около 320 км. Район располагается на левобережье меридионального отрезка реки Оби, в пределах Северо-Сосьвинской возвышенности и восточных склонов Северного и Приполярного Урала.
Берёзовский район относится к районам Крайнего Севера.
Климат района резко континентальный, характеризуется быстрой сменой погодных условий. Средняя температура в январе от −18 °C до −24 °C. Период с отрицательной температурой воздуха продолжается 7 месяцев, с октября по апрель. Период с устойчивым снежным покровом продолжается 180—200 дней с конца октября до начала мая. Самый теплый месяц — июль, средняя температура которого колеблется от +15,7 °C до +18,4 °C. Годовое количество осадков 400—550 мм; среднегодовая скорость ветра 5—7 м/с.
Гидрографическую сеть района образуют бассейны рек Малой Оби и Северной Сосьвы, где наиболее крупными водными артериями являются реки Ляпин, Хулга, Малая Сосьва, Тапсуй, Висим, Вогулка, Кемпаж с большим количеством проток.

## История
Образован на основании постановлений ВЦИК от 3 ноября и 12 ноября 1923 года в составе Тобольского округа Уральской области с центром в г. Берёзове из Казымской (Полноватской), Кондинской, Подгорной (Берёзовской), Саранпаульской и Сартыньинской волостей Берёзовского уезда.
В район вошло 8 сельсоветов: Берёзовский (Подгорный), Казымский, Кондинский, Малоатлымский, Няксимвольский, Саранпаульский, Сартыньинский, Шеркальский.
Декретом ВЦИК от 5 апреля 1926 года г. Берёзов преобразован в с. Берёзово.
В соответствии с Временным положением об управлении туземных народностей и племён северных окраин РСФСР, утверждённым ВЦИК и СНК РСФСР 25 октября 1926 года, образованы Казымский и Сосьвинский туземные районы, Няксимвольский и Сартыньинский сельсоветы упразднены.
Постановлением ВЦИК от 10 декабря 1930 года район включён в состав Остяко-Вогульского национального округа, в районе образовано 12 сельсоветов: Берёзовский, Большеатлымский, Казымский, Кондинский, Ломбовожский, Нижненарыкарский (Нарыкарский), Няксимвольский, Полноватский, Приобский, Саранпаульский, Сартыньинский, Шеркальский.
В 1932—1933 годах образован Анеевский сельсовет.
Постановлением ВЦИК от 4 июля 1937 года в образованный Микояновский район переданы Большеатлымский, Казымский, Кондинский, Нарыкарский, Полноватский и Шеркальский сельсоветы.
Указами Президиума Верховного Совета РСФСР:
- от 10 января 1950 года из Микояновского района переданы Казымский и Полноватский сельсоветы;
- от 14 марта 1952 года — образован Пугорский сельсовет.
- от 8 апреля 1954 года — с. Березово отнесено к категории рабочих посёлков.

Решениями Тюменского облисполкома:
- от 9 апреля 1959 года Анеевский сельсовет переименован в Игримский, Приобский — в Ванзетурский, Пугорский — в Тегинский, Сартыньинский — в Сосьвинский;
- от 6 апреля 1961 года упразднён Березовский сельсовет;
- от 21 января 1963 года образован Шухтунгортский сельсовет; Ломбовожский сельсовет упразднён;
- от 3 декабря 1964 года посёлок Игрим отнесён к категории рабочих посёлков; Игримский сельсовет упразднён;
- от 6 января 1967 года образован Пунгинский сельсовет; Шухтунгортский сельсовет упразднён;
- от 17 июня 1970 года Пунгинский сельсовет переименован в Светловский;
- от 18 июня 1974 года посёлок Белоярский преобразован в рабочий посёлок Белоярский;
- от 12 ноября 1979 года образован Сорумский сельсовет;
- от 5 ноября 1984 года образован Приполярный сельсовет;
- от 19 ноября 1984 года образован Верхнеказымский сельсовет.

Указом Президиума Верховного Совета РСФСР от 22 августа 1988 года рабочий посёлок Белоярский преобразован в город окружного подчинения и образован Белоярский район, в который переданы Верхнеказымский, Казымский, Полноватский и Сорумский сельсоветы. Решением Тюменского облисполкома от 27 октября 1989 года образован Хулимсунтский сельсовет.

## Население
На момент создания района его население было крайне незначительным и к 1940 году достигло 13,7 тыс. человек.
| 2002    | 2008    | 2009    | 2010    | 2011    | 2012    | 2013    |
| ------- | ------- | ------- | ------- | ------- | ------- | ------- |
| 27 170  | ↘26 800 | ↘26 493 | ↘25 744 | ↘25 734 | ↘25 112 | ↘24 691 |
| 2014    | 2015    | 2016    | 2017    | 2018    | 2019    | 2020    |
| ↘24 280 | ↘23 862 | ↘23 251 | ↘22 973 | ↘22 637 | ↘22 246 | ↘22 166 |
| 2021    |         |         |         |         |         |         |
| ↗22 941 |         |         |         |         |         |         |

### Урбанизация
Городское население (пгт Берёзово и Игрим) составляет 59,53 % населения района.

### Национальный состав
Русские — 14 798 чел. (60 %) и другие народности, включая коренные народы Севера. На территории района проживают коренные народы Севера (ханты, манси, ненцы) — 6138 человек.

## Муниципально-территориальное устройство
Муниципальный район включает 6 муниципальных образований нижнего уровня, в том числе 2 городских поселения и 4 сельских поселения:
| №        | Муниципальное образование | Административный центр | Количество населённых пунктов | Население (чел.) | Площадь (км²) |
| -------- | ------------------------- | ---------------------- | ----------------------------- | ---------------- | ------------- |
| 1e-06    | Городское поселение       |                        |                               |                  |               |
| 1        | Берёзово                  | пгт Берёзово           | 6                             | ↘6966            | 155,89        |
| 2        | Игрим                     | пгт Игрим              | 3                             | ↗7762            | 41,79         |
| 2.000002 | Сельское поселение        |                        |                               |                  |               |
| 3        | Приполярный               | посёлок Приполярный    | 1                             | ↗1187            | 8,57          |
| 4        | Саранпауль                | село Саранпауль        | 9                             | ↗3807            | 27,35         |
| 5        | Светлый                   | посёлок Светлый        | 1                             | ↗1451            | 5,94          |
| 6        | Хулимсунт                 | деревня Хулимсунт      | 4                             | ↗1768            | 6,21          |

## Населённые пункты
В районе 24 населённых пункта, в том числе 2 городских (пгт) и 22 сельских.
| №  | Населённый пункт | Тип     | Население | Муниципальное образование      |
| -- | ---------------- | ------- | --------- | ------------------------------ |
| 1  | Анеева           | деревня | 127       | городское поселение Игрим      |
| 2  | Берёзово         | пгт     | ↘6411     | городское поселение Берёзово   |
| 3  | Ванзетур         | посёлок | 375       | городское поселение Игрим      |
| 4  | Верхненильдина   | деревня | 2         | сельское поселение Саранпауль  |
| 5  | Деминская        | деревня | 33        | городское поселение Берёзово   |
| 6  | Игрим            | пгт     | ↗7246     | городское поселение Игрим      |
| 7  | Кимкьясуй        | деревня | 83        | сельское поселение Саранпауль  |
| 8  | Ломбовож         | село    | 198       | сельское поселение Саранпауль  |
| 9  | Нерохи           | деревня | 9         | сельское поселение Хулимсунт   |
| 10 | Няксимволь       | село    | 506       | сельское поселение Хулимсунт   |
| 11 | Приполярный      | посёлок | ↗1187     | сельское поселение Приполярный |
| 12 | Пугоры           | деревня | 50        | городское поселение Берёзово   |
| 13 | Саранпауль       | село    | 2575      | сельское поселение Саранпауль  |
| 14 | Сартынья         | деревня | 38        | сельское поселение Саранпауль  |
| 15 | Светлый          | посёлок | ↗1451     | сельское поселение Светлый     |
| 16 | Сосьва           | посёлок | 824       | сельское поселение Саранпауль  |
| 17 | Теги             | село    | 356       | городское поселение Берёзово   |
| 18 | Устрём           | посёлок | 46        | городское поселение Берёзово   |
| 19 | Усть-Манья       | деревня | 36        | сельское поселение Хулимсунт   |
| 20 | Хулимсунт        | деревня | 1349      | сельское поселение Хулимсунт   |
| 21 | Хурумпауль       | деревня | 15        | сельское поселение Саранпауль  |
| 22 | Шайтанка         | деревня | 167       | городское поселение Берёзово   |
| 23 | Щекурья          | деревня | 102       | сельское поселение Саранпауль  |
| 24 | Ясунт            | деревня | 18        | сельское поселение Саранпауль  |

### Упразднённые населённые пункты
- деревня Новинская[22];
- деревня Патрасуй[23]
- деревня Тутлейм.

## Археология
Мифологическое оформление сосудов из Коцкого городка около села Кондинского в низовьях Оби (бывший Берёзовский уезд Тобольской губернии), Надь-Сент-Миклоша, Краснодара, Кип-III в лесном Прииртышье и кургана 14 Подгорненского IV могильника на Нижнем Дону (берег Цимлянского водохранилища, Дубовский район, Ростовская область) позволяет признать их атрибутами обрядовых действий. Они применялись, видимо, в обрядах, прямо связанных с их символикой: в дни весеннего и осеннего равноденствий, летнего и зимнего солнцестояния.